# Window Maker
Window Maker is een vrije windowmanager voor X11, dat toelaat grafische programma's uit te voeren op UNIX-achtige besturingssystemen.
Het is ontworpen om NeXT's GUI na te bootsen als een OpenStep-compatibele omgeving.
Window Maker is opensourcesoftware uitgebracht onder de GPL.
Window Maker heeft de reputatie relatief snel te zijn vergeleken met andere windowmanagers en besturingssystemen en wordt hierdoor vaak gebruikt op oudere computersystemen. Het staat ook bekend om de mate waarin alles in te stellen is en de gebruikersvriendelijkheid, deels vanwege de geringe grootte en de eenvoud die het redelijk makkelijk maakt om Window Maker te begrijpen.